# جنگ رزها (فیلم)
جنگ رزها (انگلیسی: The War of the Roses) فیلمی در ژانر کمدی-درام به کارگردانی دنی دویتو است که در سال ۱۹۸۹ منتشر شد.

## بازیگران
- مایکل داگلاس
- کاتلین ترنر
- دنی دویتو
- ماریانه زگبرشت
- دن کستلانتا
- شان آستین
- پیتر دونات

## داستان
«گاوین داماتو» (دِویتو)، وکیل متخصص پرونده‌های طلاق، ماجرایی را تعریف می‌کند که باعث شده او پس از سیزده سال، دوباره سیگار بکشد: «آلیور رُز» (داگلاس)، دانشجوی حقوق، با «باربارا» (ترنر) برخورد می‌کند و به یکدیگر علاقه‌مند می‌شوند. آن دو سپس ازدواج می‌کند و صاحب دو فرزند می‌شوند. زندگی مشترک آن دو، به خصوص پس از خرید خانه‌ای بزرگ و مجلل، بی‌نقص به نظر می‌آید. هنگامی که «آلیور» برای کسب موقعیت بهتری در مؤسسه حقوقی‌اش می‌کوشد، «باربارا» تمام وقت خود را صرف کار خانه می‌کند، اما آرام‌آرام نشانه‌هائی را از دوست نداشتن شوهرش بروز می‌دهد. هنگامی که «آلیور» به علت ناراحتی فتق در بیمارستان بستری می‌شود، «باربارا» اعتراف می‌کند که از احتمال مرگ او، شادمان شده‌است. در ادامه، «باربارا» تقاضای طلاق می‌کند و می‌گوید که از دریافت نفقه‌اش در برابر تملک خانم چشم‌پوشی خواهد کرد. وقتی «باربارا» از یادداشت کوتاهی که «آلیور» هنگامی که خود را در آستانه مرگ حس می‌کرده، نوشته: «هرچند که هستم و هرچه را که دارم، مدیون توأم» به‌عنوان مدرک استفاده می‌کند، او سخت به خشم می‌آید و تعقیب پرونده را به وکیلش «داماتو» می‌سپارد. ان دو به خانه بازمی‌گردند، اما رفتاری خصمانه بروز می‌دهند. «آلیور» به‌طور اتفاقی باعث مرگ گربه «باربارا» می‌شود و «باربارا» نیز او را در سونای خانه محبوس می‌کند. «آلیور» پاشنه تمام کفش‌های او را اره می‌کند و «باربارا» سعی می‌کند «داماتو» را اغوا کند. وقتی «آلیور» مهمانی شامی را که «باربارا» برای همکارانش برپا کرده به هم می‌زند، «باربارا» در پی انتقامی سخت برمی‌آید. در ادامه، دعوای آن دو به نبردی تن به تن در داخل خانه می‌انجامد و در نهایت هر دو بر اثر سقوط از لوستر بزرگ خانه جان می‌بازند.

## نقد
این کمدی سیاه از معایب کار قبلی دویتو در این زمینه، مامان را از قطار پرت کن (۱۹۷۸) که به‌رغم بعضی درخشش‌های لحظه‌ای، از پایان خوش قراردادی‌اش، لطمه خورده بود، بری است. بعضی منتقدان فیلم را به لحاظ لحن غیرقراردادی آشکارا ضد کلیشه‌های رمانتیکش و همچنین ضرباهنگ جنون‌آمیز آن (به حق) قابل قیاس با کمدی‌های پرستن استرجس دانسته‌اند. تصویر سیاه ارائه شده از نهاد «خانواده» و «زندگی زناشوئی» در فیلم، در سطحی به مراتب بالاتر از تصویر متظاهرانه رومن پولانسکی در ماه تلخ (۱۹۹۲) قرار می‌گیرد. دویتو که پیش از این (در مقام بازیگر) در فیلم‌هائی مثل جواهر دوستی (رابرت زمکیس، ۱۹۸۴) و جواهر نیل (لوئیس تیگ، ۱۹۸۵) در کنار زوج داگلاس-ترنر قرار گرفته بود، موفق به ارائه تصویری تازه از این زوج می‌شود، در حالی‌که خشونت سورئال درگیری نهائی‌شان، بیش از هر چیزی یادآور زدوخوردهای بی‌پایان «تام و جری» است. هنگامی که «باربارا» در پایان برای آخرین بار دست‌دوستی «آلیور» را پس می‌زند، فیلم لحن هجوی ظریف را بر صحنه پایانی جدال در آفتاب (کینگ ویدور، ۱۹۴۶) به خود می‌گیرد. عنوان‌بندی زیبا و در خدمت مضمون اصلی فیلم از کارهای سال باس است.